# Briganti (film 1983)
Briganti è un film del 1983 diretto da Giacinto Bonacquisti.

## Trama
Gasbarrone uccide il fratello della fidanzata. Per non essere arrestato e assicurato alla giustizia fugge e si nasconde tra le montagne.